# Huatlatlauca
Huatlatlauca är en kommun i Mexiko.   Den ligger i delstaten Puebla, i den sydöstra delen av landet, 140 km sydost om huvudstaden Mexico City.
Följande samhällen finns i Huatlatlauca:
- Quetzalapa
- San Miguel Cosahuatla
- Emiliano Zapata
- Copalcotitla
- Tochmatzintla
- Ahuatempan
- Tepanacitla
- Tempexquixtla
- Santa María Coacuacán
- Chimala